# Piedmont Motor Car Company
Piedmont Motor Car Company war ein US-amerikanischer Automobilhersteller. Markenname war Piedmont.

## Beschreibung
Das Unternehmen entstand 1917 in Lynchburg (Virginia) unter W. A. Taylor. Anfangs wurden dort zwei Modelle zusammengeschraubt, der 4-30 und der 6-40. Die Tourenwagen-Karosserien stammten von der Norwalk Motor Car Company in Martinsburg (West Virginia) und ähnelten auffällig den zeitgenössischen Wagen von Hudson. Der Motor des 4-30, ein Vierzylinder-Reihenmotor, kam von Lycoming, der des 6-40, ein Sechszylinder-Reihenmotor, von Continental. Ab 1919 entstanden zumindest die Karosserien im eigenen Hause. Üblicherweise waren beide Modelle, die sich sehr ähnlich sahen, grün lackiert.
In den Jahren 1917–1919 entstanden ca. 500 Autos pro Jahr, wobei nur ein Teil der Fahrzeuge eigene Modelle waren. Daneben wurden ähnliche Fahrzeuge für andere Hersteller, zum Beispiel Bush und Marshall in Chicago oder Lone Star in Texas, gebaut. Erst ab 1920 wurde in bescheidenem Umfang Werbung für die unter eigenem Namen gefertigten Produkte gemacht. Der Erfolg ließ zu wünschen übrig; schließlich konnte man die Polizei in Lynchburg wenigstens mit Piedmont-Fahrzeugen ausstatten.
Immer mehr Aufträge zur Fertigung von Fremdfabrikaten erhielt die Firma von anderen Automobilherstellern. Die Produktion eigener Modelle trat nun vollkommen in den Hintergrund und eine verfehlte Einkaufspolitik führte im Oktober 1922 schließlich zum Konkurs. Im Lager hatten sich Teile im beeindruckenden Wert von 225.000 US$ angesammelt. Eine Neugründung als Virginia Motors, Inc. scheiterte jedoch 1923.
Es gab keine Verbindung zur Piedmont Buggy Company, die ein paar Jahre vorher den gleichen Markennamen benutzte.

## Modelle
| Modell | Bauzeitraum | Motorenhersteller | Zylinder | Leistung      | Radstand |
| ------ | ----------- | ----------------- | -------- | ------------- | -------- |
| 4-30   | 1917–1922   | Lycoming          | 4 Reihe  | 30 PS (22 kW) | 2946 mm  |
| 6-40   | 1917–1922   | Continental       | 6 Reihe  | 42 PS (30 kW) | 3099 mm  |

## Produktionszahlen
| Jahr  | Produktionszahl |
| ----- | --------------- |
| 1917  | 61              |
| 1918  | 217             |
| 1919  | 615             |
| 1920  | 923             |
| 1921  | 527             |
| 1922  | 127             |
| Summe | 2470            |

Quelle: